# Phổ An
Phổ An là một xã thuộc thị xã Đức Phổ, tỉnh Quảng Ngãi, Việt Nam.

## Địa lý
Xã Phổ An là nằm ở ven biển phía đông bắc thị xã Đức Phổ, có vị trí địa lý:
- Phía đông giáp biển Đông
- Phía tây giáp huyện Mộ Đức và xã Phổ Thuận
- Phía nam giáp phường Phổ Quang và phường Phổ Văn
- Phía bắc giáp huyện Mộ Đức.

Xã có diện tích 18,20 km², dân số năm 1999 là 11.190 người, mật độ dân số đạt 615 người/km².
Quốc lộ 24 nối dài và tuyến đường tỉnh 627B chạy qua địa bàn xã. Dọc phía tây của xã là sông Thoa, chi lưu sông Vệ, chạy giữa cánh đồng rồi đổ ra cửa biển Mỹ Á (xã Phổ Quang).

## Lịch sử
Sau năm 1945, Phổ An là một xã thuộc huyện Đức Phổ.
Từ năm 1954 đến năm 1958, chính quyền Sài Gòn đổi tên xã Phổ An thành xã Phổ Lợi thuộc quận Đức Phổ. Chính quyền cách mạng vẫn gọi xã Phổ Lợi là xã Phổ An như cũ.
Sau năm 1975, địa bàn xã Phổ An cũ thuộc xã Phổ An Quang, huyện Đức Phổ.
Ngày 24 tháng 3 năm 1979, chia xã Phổ An Quang thành 2 xã: Phổ An và Phổ Quang.
Ngày 1 tháng 2 năm 2020, thành lập thị xã Đức Phổ trên cơ sở toàn bộ diện tích và dân số của huyện Đức Phổ, xã Phổ An thuộc thị xã Đức Phổ.

## Hành chính
Xã Phổ An có 4 thôn: Hội An I, Hội An II, An Thạch, An Thổ; chia thành 14 xóm:
- Hội An I gồm 3 xóm: Quần Huân, An Thạnh Bắc, An Thạnh Nam
- Hội An II gồm 2 xóm: Nam Giáp, Bắc Giáp
- An Thạch gồm 4 xóm: Bình An, Bảo An, Hòa Nam, Hòa Thượng
- An Thổ gồm 5 xóm.

## Văn hóa
Cả bốn thôn đều có nhà sinh hoạt văn hóa cộng đồng, có một nhà sinh hoạt văn hóa xã tại xóm Bình An (thôn An Thạch), toàn xã có 2 sân vận động thể dục thể thao: SVĐ Cấm Đình (Hội AN II) và SVĐ thôn An Thổ,trong đó SVĐ cấm đình được đầu tư xây dựng kiên cố.
Xã Phổ An được phong tặng danh hiệu Anh hùng Lực lượng vũ trang nhân dân vào năm 1995.

### Du lịch
- Tượng đài Thảm sát Hội An ở công viên Hội An, thôn An Thạch: di tích lịch sử cấp tỉnh
- Di tích Tàu không số C17 ở bãi biển An Thổ, thôn An Thổ: di tích lịch sử cấp tỉnh)
- Cầu Hội An - Sông Thoa ở xóm Chợ, thôn An Thạch
- Cầu Thuận An - Núi Đá Chồng ở dốc 10, thôn An Thổ
- Sân vận động Cấm Đình ở dốc Cấm Đình, thôn Hội An II
- Khu du lịch Hội An, ở biển Cấm Đình, thôn Hội An II
- Chợ Phổ An ở xóm Chợ, thôn An Thạch
- Chợ An Thổ ở dốc 10, thôn An Thổ
- Lăng Ông ở bãi biển Hội An, thôn An Thạch
- Lăng Bến Giữa (xóm Bảo An, thôn An Thạch và thôn Hội An II)
- Lăng Ông Câu Nhỏ ở biển dốc 9 (xóm Câu Nhỏ), thôn An Thổ.

### Nghệ thuật
Phổ An nổi tiếng với làn điệu Sắc bùa với lễ hội Xuân Sắc bùa.
Phổ An còn có một số loại hình văn hóa nghệ thuật đặc sắc khác như hò, hát bà trạo, hát hội, hát bài chòi...